# Mariya Takeuchi
Mariya Takeuchi (竹内まりや, Takeuchi Mariya, née le 20 mars 1955) est une chanteuse et compositrice japonaise, ayant sorti une quarantaine de singles et une dizaine d'albums originaux depuis 1978. Au total, elle a vendu plus de seize millions de disques.
Elle a écrit la plupart des chansons pour la chanteuse/idole japonaise Yukiko Okada, et entre autres pour Hiroko Yakushimaru, Hiromi Iwasaki, Masahiko Kondo, Masayuki Suzuki et Tackey & Tsubasa.
Mariya Takeuchi est l'épouse de l'auteur-compositeur-interprète et producteur de disques japonais Tatsurō Yamashita, avec lequel elle a une fille.
En dehors du Japon, elle est connue pour sa chanson Plastic Love sortie en 1984, qui rencontre un succès international dans les années 2010 grâce à l'algorithme de recommandation de YouTube,.  Cette résurgence s'accompagne d'une montée en popularité inédite de la City pop en Occident, un genre musical apparu dans les années 1970 au Japon.

## Biographie

### Famille
Mariya Takeuchi est née dans la ville de Taisha (en) (aujourd'hui intégrée à Izumo), dans le district de Hikawa (en), dans la préfecture de Shimane. Enfant, elle grandit dans le ryokan familial, fondé par son arrière-arrière-grand-père Shigezo Takeuchi en 1877. Elle apprit également le piano et la guitare dès la troisième année d'école élémentaire. Très jeune, elle eut envie de voyager après avoir entendu des morceaux du monde entier, et notamment des Beatles, qui lui ont fait forte impression.
En 1972, pour sa troisième année de lycée, elle part étudier à Rock Falls, dans l'Illinois, aux États-Unis, dans le cadre d'un échange linguistique organisé par l'AFS Intercultural Programs. Comme indiqué dans son album de promotion, Mariya Takeuchi était surnommée "Mako". En 1974, elle intègre l'université Keiō avec pour spécialisation la littérature anglaise. Elle y remporta même un concours national de récitation anglaise organisé par le Japan Times au printemps de la même année. En avril 1982, elle épouse son collègue musicien Tatsuro Yamashita, avec qui elle aura une fille.

### Carrière
La carrière de Mariya Takeuchi débute en 1978, lorsqu'elle signe un contrat avec le label RCA. Son premier album, Beginning, est publié le 25 novembre de la même année et atteint la 17e place du classement Oricon. Entre 1979 et 1981, elle sort quatre albums, tous bien accueillis commercialement. Parmi eux, Love Songs (1980) se distingue en devenant son premier album à atteindre la première place du classement.
Mariya Takeuchi annonce par la suite son intention de faire une pause dans sa carrière, mettant ainsi fin à son contrat avec RCA. Trois ans plus tard, Mariya et son mari Tatsurō Yamashita rejoignent le label Moon Records. Elle fait son grand retour avec son sixième album Variety (1984), qui atteint lui aussi la première place du classement Oricon. Le single Plastic Love extrait de cet album connait un soudain regain d'intérêt à l'échelle internationale à partir de 2017, alors qu'il est publié sur la plateforme YouTube.

## Discographie

### Albums
1. 25 novembre 1978 - BEGINNING
2. 21 mai 1979 - UNIVERSITY STREET
3. 5 mars 1980 - LOVE SONGS
4. 5 décembre 1980 - MISS M
5. 21 octobre 1981 - PORTRAIT
6. 25 avril 1984 - VARIETY
7. 12 août 1987 - REQUEST
8. 22 octobre 1992 - QUIET LIFE
9. 22 août 2001 - BON APPETIT
10. 23 mai 2007 - DENIM
11. 3 septembre 2014 - TRAD

Compilations
1. 5 juin 1982 - VIVA MARIYA!!
2. 25 juillet 1994 - Impressions
3. 1er octobre 2008 - Expressions
4. 4 septembre 2019 - TURNTABLE

Live
1. 22 novembre 2000 - SOUVENIR ~Mariya Takeuchi Live

Reprises
1. 29 octobre 2003 - LONGTIME FAVORITES

### Singles
1. 25 novembre 1978 - Modotte Oide Watashi no Jikan (戻っておいで・私の時間?)
2. 25 février 1979 - Dream of You (ドリーム・オブ・ユー?)
3. 21 août 1979 - SEPTEMBER
4. 5 février 1980 - Fushigi na Peach Pie (不思議なピーチパイ?)
5. 12 juillet 1980 - Futari no Vacance (二人のバカンス?)
6. 5 décembre 1980 - SWEETEST MUSIC
7. 5 avril 1981- Ichigo no Yūwaku (イチゴの誘惑?)
8. 25 septembre 1981 - SPECIAL DELIVERY ~ Tokubetsu Kokubin (SPECIAL DELIVERY～特別航空便?)
9. 16 décembre 1981 - NATALIE
10. 10 avril 1984 - Mou Ichido (もう一度?)
11. 25 août 1984 - Mersey Beat de Utawasete (マージービートで唄わせて?)
12. 25 mars 1985 - PLASTIC LOVE
13. 25 mars 1986 - Koi no Arashi (恋の嵐?)
14. 25 octobre 1986 - Toki no Tabibito (時(とき)の旅人?)
15. 25 juillet 1987 - Yume no Tsuzuki (夢の続き?)
16. 28 novembre 1987 - Eki (駅?)
17. 28 novembre 1988 - Genki wo Dashite (元気を出して?)
18. 12 septembre 1989 - Single Again (シングル・アゲイン?)
19. 18 septembre 1990 - Kokuhaku (告白?)
20. 25 mai 1992 - Manhattan Kiss (マンハッタン・キス?)
21. 10 novembre 1992 - "Uchi ni Kaerou (家に帰ろう (?)
22. 10 juillet 1993 - Shiawase no Sagashikata (幸せの探し方?)
23. 25 mars 1994 - Ashita no Watashi (明日の私?)
24. 10 mai 1994 - Jun'ai Rhapsody (純愛ラプソディ?)
25. 25 septembre 1994 - Honki de Only You (LET'S GET MARRIED) (本気でオンリーユー (LET'S GET MARRIED)?)
26. 20 novembre 1995 - Konya wa HEARTY PARTY (今夜はHEARTY PARTY?)
27. 18 novembre 1996 - Lonely Woman (ロンリー・ウーマン?)
28. 18 novembre 1998 - Camouflage (カムフラージュ?)
29. 28 février 2001 - Mayonaka no Nightingale (真夜中のナイチンゲール?)
30. 12 septembre 2001 - Mainiki ga Special (毎日がスペシャル?)
31. 7 novembre 2001 - Nostalgia (ノスタルジア?)
32. 6 septembre 2006 - Henshin / Synchronicity (返信 / シンクロニシティ?)
33. 6 décembre 2006 - Slove Love (スロー・ラヴ?)
34. 7 mars 2007 - Asu no Nai Koi (明日のない恋?)
35. 8 août 2007 - Chance no Maegami / Jinsei no Tobira (チャンスの前髪 / 人生の扉?)
36. 21 mai 2008 - Shiawase no Monosashi / Ureshikure Samishii Hi (Your Wedding Day) (幸せのものさし/うれしくてさみしい日 (Your Wedding Day)?)
37. 26 novembre 2008 - Enishi no Ito (縁の糸?)
38. 3 novembre 2010 - Whisky ga, Osuki Desho (ウイスキーが、お好きでしょ?)
39. 25 janvier 2012 - Inochi no Uta (いのちの歌?)
40. 27 février 2013 - Tasogare Diary (たそがれダイアリー?)
41. 3 juillet 2013 - Dear Angie
42. 23 juillet 2014 - Shizuka na Densetsu (Legend)